# Doora (Uttar Pradesh)
Doora est un village du district d'Agra, dans l’État d’Uttar Pradesh, en Inde. Sa population est de 7 465 habitants en 2011.

## Source
- (en) Cet article est partiellement ou en totalité issu de l’article de Wikipédia en anglais intitulé « Doora, Agra » (voir la liste des auteurs).